# I Am The Dance Commander + I Command You To Dance: The Remix Album

I Am the Dance Commander + I Command You to Dance: The Remix Album este primul album de remixuri lansat de Kesha. A fost lansat pe 18 martie 2011. Pe 27 aprilie 2011, Animal + Cannibal - The Remix Album a fost lansat în Japonia și este de obicei interpretat greșit ca același album.
Anunțat pe 23 februarie 2011, albumul conține nouă remixuri, inclusiv apariții de la André 3000 și 3OH!3, și o piesă nouă:„ Fuck Him He’s a DJ ”. Potrivit lui Kesha, lansarea albumului este menită să fie o altă postură pentru imaginea ei de petrecăreață; ea este percepută în mod obișnuit ca fiind beată atunci când în realitate stilul ei este despre a se bucura de viață și a se distra indiferent de circumstanțe. Albumul este compus din melodii electronice și dance-pop.

## Compoziție
Albumul este unul electronic care atrage influență din genul dance-pop.„The Sleazy Remix” îl prezintă pe rapperul André 3000, care cântă peste „bouncy thump” al piesei vorbind despre un copil mic care se ocupă cu tatăl său mort, trece apoi într-un rap despre relația sa cu Kesha înainte ca ea să preia restul melodiei. Remix-ul lui "Animal" de la Switch prezintă "scârțâit de înfloriri electronice", similar cu contribuția sa la rapperul britanic M.I.A "Steppin 'Up", transformând piesa inițial optimistă într-una stranie.

## Lista de melodii
| Nr.            | Titlul melodiei                                             | Durata |
| -------------- | ----------------------------------------------------------- | ------ |
| 1.             | „ Blow ” (Cirkut Remix)                                     | 4:05   |
| 2.             | " The Sleazy Remix "                                        | 3:48   |
| 3.             | „ TiK ToK ” (Untold Remix)                                  | 5:00   |
| 4.             | " Fuck Him He is a DJ "                                     | 3:44   |
| 5.             | „ Animal ” (Switch Remix)                                   | 4:25   |
| 6.             | "Your Love Is My Drug" (Dave Aude Club Mix)                 | 7:29   |
| 7.             | "We R Who We R" (Fred Falke Club Mix)                       | 6:56   |
| 8.             | "Take It Off" (Billboard Radio Mix)                         | 3:38   |
| 9.             | "TiK ToK" (Chuck Buckett's Veruca Salt Remix)               | 4:53   |
| 10.            | "Blah Blah Blah" (DJ Skeet Skeet Radio Remix) (feat. 3OH!3) | 4:02   |
| Lungime totală | 46:00                                                       |        |